# 安藤豊オトナの学校
安藤豊オトナの学校（あんどうゆたかおとなのがっこう）は2004年3月から2009年4月3日までRKB毎日放送（RKBラジオ）で放送されていた平日午前のワイド番組である。

## 番組概要
番組内では安藤が校長、富永が生徒という設定になっている。
安藤、富永両アナウンサーが欠席の場合は、他のRKBアナウンサーまたは他の番組のパーソナリティーが代行で出演する。

## 放送時間
- 月曜日～金曜日 9:00～13:00（JST）

## パーソナリティ
- 安藤豊
- 富永倫子

### その他の出演者
- 講師
  - 坂田周大（月曜日のみ）
  - 山際千津枝（火曜日のみ）…番組内では、風紀委員という設定。または小倉のマングースと呼ばれたりする。また、1時間目から4時間目の途中まで出演する。
  - 龍山康朗（水曜日のみ）
  - 立川生志（不定期、特別講師として）
- リポーター
  - 加藤淳也
  - 村上幸子
  - 橋詰京美
  - 竹下明子
  - 川内信江
  - 中島リカ…RKBラジオショッピングのショッピングアドバイザー。
  - 中村美由紀
  - 山下真理
  - 麦田陽子
  - 明光院昌子

## コーナー

### 終了時のコーナー
前半は各曜日の決まったテーマで、リスナーからお便りを募集している。
- 月曜日…オトナの社会科
- 火曜日…オトナの家庭科
- 水曜日…オトナの算数、理科
- 木曜日…オトナの芸能、音楽
- 金曜日…オトナの保健、体育

後半はホームルームとして1週間決まったテーマで、曜日ごとのメッセージテーマでお便りを募集する。

#### 1時間目（9:00～）
- ニュース、天気予報（9:05頃～）
- 交通情報（9:25頃～）
- ちょっといい話…国内外のちょっとしたニュースを紹介するコーナー。
- オトナのミカタ（毎日新聞 提供）…最近起こったニュースをピックアップし、それについてトークをするコーナー。

#### 2時間目（10:00～）
- ニュース、天気予報
- 特別授業
  - オトナの社会科（月曜日、以下の2つからいずれか1つ）
    - RKBアナウンサーの坂田周大が、最近のニュースから一つを取り上げて紹介する。
    - タイムリーな情報をリポーターが紹介する。

  - オトナの主張（火曜日）…料理研究家の山際千津枝によるフリートークのコーナー。
  - オトナの科学（水曜日）…RKBアナウンサーで気象予報士でもある龍山康朗が、天気に関する話題を紹介するコーナー。
  - オトナの保健体育（木曜日）…RKBのスポーツアナウンサーが、最近のスポーツに関する話題を紹介するコーナー。
  - オトナの課外授業（金曜日）…加藤淳也が様々な企画に挑戦するコーナー。（月ごとに企画が変わる）
- 永六輔の誰かとどこかで（10:30頃～、TBSラジオ 製作）
- ジャパネットたかたラジオショッピング

#### 3時間目（11:00～）
- ニュース
- ご指名リクエスト（木曜日）…「昼食を済ませた人」「カラオケの十八番」など番組が提示した条件に合うリクエスト曲を募集する。
- オトナのトレンドウォッチ
  - 月曜日…消費のトレンド
  - 火曜日…福岡のトレンド
  - 水曜日…北九州のトレンド
  - 木曜日…仕事のトレンド
  - 金曜日…旅のトレンド
- 交通情報（11:25頃～）
- ありがとう世界一短い感謝状（はせがわ 提供）
- クイズ・オトナの三択出題…概要は後述。
- はがきでこんにちは（11:55～、TBSラジオ 製作）

#### 4時間目（12:00～）
- ニュース、天気予報
- クイズ・オトナの三択 正解と当選者の発表
- 曜日別コーナー
  - 月曜日…マルキンげんき通信・小学校校歌自慢…リポーターがエリア内の小学校を訪れ、児童にインタビューをするコーナー。コーナーの初めには、訪れた小学校の児童が歌った校歌が流れる。
  - 火曜日…山際千津枝の魅惑のレシピ…山際千津枝が、簡単に出来る料理のレシピを紹介するコーナー。このコーナー終了後、山際の出演は終了。
  - 水曜日（以下の2つのコーナーを1週間ずつ交互に放送する）
    - 菊池渓谷 水物語…菊池渓谷温泉の最近の話題を紹介するコーナー。
    - まるごと唐津いただきます…JA唐津圏内で収穫される農作物を紹介するコーナー
- ミニミニ・インタビュー（不定期）…九州の様々な情報を紹介するコーナー。
- スナッピーのおじゃましますリポート
- オトナのティータイム…簡単な心理テストをするコーナー。（金曜日）
- 小学生の作文（JA共済 提供）

#### その他
- スナッピー関連
  - スナッピーレポート…スナッピーがエリア内の様々な場所を訪れ、インタビューをするコーナー。
  - スナッピースポット（金曜日）…スナッピーが週末の行楽情報を紹介するコーナー。
  - スナッピー卒業放送（毎年7月7日。この日が土・日曜ならその直前の金曜）
- お昼のスペシャルプレゼント（金曜日、無い週もある）…12:00の時報後（ニュースの前）に発表されるキーワードを投稿すると抽選で一人にプレゼントされる。（ヤフードームでのホークス戦のチケットが多い）
- 盲導犬募金…盲導犬を普及させる為、リポーターとスナッピーがエリア内の郵便局で募金活動をする。（毎月最終木曜日に実施）

### 過去に放送したコーナー
- AGFカフェのひととき
- オトナの資産運用講座…資産設計に関することを学ぶコーナー。
- いますぐ食べたい！魅惑の中華！…橋詰京美がエリア内の中華料理店を訪れ、インタビューをするコーナー。
- オトナの学校新入生歓迎企画～普通の人に1万円～
- オトナの音楽テスト

### 期間限定のコーナー
- オトナの中間テスト（夏のスペシャルウィークのみ）
- オトナの期末試験（冬のスペシャルウィークのみ）

## クイズ・オトナの三択
- リスナーに、3択の問題を出題し、正解者の中から抽選で一人に賞金5000円をプレゼントする。
  - スナッピーの対戦クイズの場合、対戦相手とリアルタイムで対決をする。
  - 芸能の問題からはその問題に関する芸能人が正解を発表することがある。

### 主な出題範囲
- スナッピーがある名人を相手に対決し、どちらが勝利する（または引き分ける）かを予想する問題。
- スナッピーがエリア内で条件に合う人をリサーチしてそれが何人だったかを予想する問題。
- 日本の歴史・文化から出題。
- エリア内の話題から出題。
- 芸能界の話題から出題。
- 国内外の最近の話題から出題。
- 最近のスポーツ（福岡ソフトバンクホークス関連など）の話題から出題。

## エピソード
- 10:00、11:00の時報前、11:55から放送の「はがきでこんにちは」直前に、この番組でのみ使用しているジングルを流す。（「RKBラジオ ホリデースペシャル」内でも同様のものを流す。）
- 番組内で松田聖子の曲や話題が出てきたら、富永が必ず松田聖子のモノマネ（声マネ）をする。